# Violeta Luna
Violeta Luna (sinh năm 1943 tại Guayaquil) là một nhà thơ, tiểu thuyết gia, nhà tiểu luận, giáo sư và nhà phê bình văn học người Ecuador.

## Giải thưởng
- Giải thưởng "A los mejores cuentos", 1969.
- Giải thưởng quốc gia về thơ "Ismael Pérez Pazmiño", Diario El Universo, Guayaquil, 1970.
- Giải thưởng quốc gia "Jorge Carrera Andrade", Quito, 1994.

## Tác phẩm đã xuất bản
Thơ phú:
- Poesíaiverseitaria (Quito, 1964)
- El ventanal del agua (Quito, 1965)
- Y con el sol me cubro (Quito, 1967)
- Posibuitye el aire (Quito, 1970)
- Ayer me llamaba primavera (Quito, 1973)
- La sortija de la lluvia (Guayaquil, 1975) "
- Memorias de humo (Quito, 1987)
- Las puertas de la hierba (Quito, 1994)
- Solo una vez la vida (Quito, 2000)
- La oculta candela (Quito, 2005)
- Poesía Junta (Quito, 2005) [2]

Truyện:
- Los pasos amarillos (Quito, 1970)

Tiểu luận:
- La lírica ecuatoriana (Guayaquil, 1973)

Tuyển tập:
- Lírica ecuatoriana contemporánea (Bogotá, 1979)
- Diez escritoras ecuatorianas y sus cuentos (Guayaquil, 1982)
- Poesía viva del Ecuador (Quito, 1990)
- Giữa sự im lặng của những tiếng nói: Một hợp tuyển của các nhà thơ phụ nữ đương đại ở Ecuador (Quito, 1997)
- Antología de narradoras ecuatorianas (Quito, 1997)
- Poesía erótica de teeses: Antología del Ecuador (Quito, 2001)